# Narodowe Muzeum Historii Naturalnej

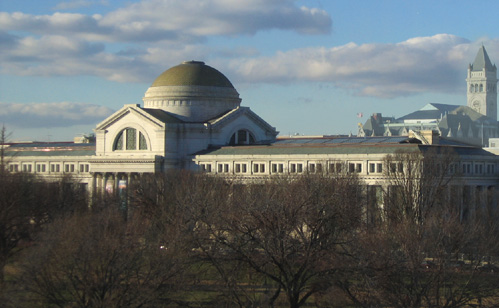
Gmach Muzeum widziany od strony National Mall

Narodowe Muzeum Historii Naturalnej (ang. National Museum of Natural History) – muzeum historii naturalnej, część Smithsonian Institution. Znajduje się w Waszyngtonie przy National Mall.
Zostało założone w 1910 roku. Posiada ponad 125 milionów eksponatów: roślin, zwierząt, skamieniałości, minerałów, skał, meteorytów oraz wytworów kultury ludzkiej.